# Абдуразаков, Малик Абдуразакович
Малик Абдуразакович Абдуразаков (узб. Malik Abdurazzoqovich Abdurazzoqov; август 1919, Наманган, Наманганский уезд, Ферганская область, Туркестанская АССР, РСФСР — 15 июня 1973, Ташкент, Узбекская ССР, СССР) — советский узбекский партийный и государственный деятель. Первый секретарь Ташкентского обкома КП Узбекистана (1961—1970).

## Биография
Родился в августе 1919 года в семье рабочего. Узбек. В 1938 году — окончил Наманганское педагогическое училище.
С 1933 по 1940 годы работал в системе народного образования Узбекской ССР — учителем, директором школы, инспектором Наманганского городского отдела образования.
Член ВКП(б) с 1940 года. С того же года на комсомольской и партийной работе.
В 1944—1948 гг. работал секретарëм, затем вторым секретарëм ЦК ЛКСМ Узбекистана, в 1948—1951 был вторым секретарëм Кашкадарьинского областного комитета КП(б) Узбекистана.
В 1948 году заочно окончил Высшую партийную школу при ЦК ВКП(б).
В январе 1951 года назначен первым секретарëм ЦК ЛКСМ Узбекистана.
С декабря 1952 по апрель 1955 года — первый секретарь Ташкентского городского комитета КП Узбекистана, затем до 1961 — секретарь ЦК КП Узбекистана.
С февраля 1961 по январь 1963 года — первый секретарь Ташкентского областного комитета Компартии Узбекистана.
В ходе инициированных Н. С. Хрущёвым реорганизаций партийного и хозяйственного аппарата, в январе 1963 был назначен 1-м секретарём Ташкентского сельского областного комитета КП Узбекистана (до декабря 1964 года).
С декабря 1964 по январь 1970 года — вновь работал в должности первого секретаря Ташкентского областного комитета КП Узбекистана.
С января 1970 года до своей смерти — министр заготовок Узбекской ССР.
Кандидат в члены ЦК КПСС в 1961—1971 годах.
Избирался депутатом Верховного Совета СССР 4, 5, 6, 7 созывов.

## Награды
- 5 ордена Трудового Красного Знамени (в том числе 11.1.1957[1]; 04.08.1969)